# Ridderorden in Abu Dhabi
Het Emiraat (Koninkrijk) Abu Dhabi (emiraat) kent een enkele ridderorde en een aantal medailles.
- De Orde van Al Nahayyan (Arabisch:"Wisam Al Nahayyan")